# Diputación Provincial de Segovia
La Diputación Provincial de Segovia es la institución a la que corresponde el gobierno y la administración autónoma de la provincia de Segovia.
Una de sus funciones fundamentales es colaborar en la gestión de la actividad de los municipios que conforman la provincia. Desde el año 2019 está presidida por Miguel Ángel de Vicente, del Partido Popular.

## Historia
Aunque la existencia de las diputaciones como entes administrativos provinciales nace con la Constitución de 1812, la diputación de Segovia se creó nueve años más tarde, en el año 1821. Se constituyó en las casas del jefe político; después, se trasladó a una casa del conde de Mansilla, más tarde a la Casa de la Tierra, después al edificio del gobierno civil, después a la casa del marqués de Castellanos y otros, hasta tener su definitiva y actual sede en el palacio de los Maldonado, en la calle de San Agustín, en el centro histórico de la ciudad.
Debido a que durante la primera etapa de la diputación la figura del presidente se alterna con la del jefe político, y que en ocasiones no se destaca en la documentación al representante, no existe una lista clara de los primeros en ocupar el cargo, pudiendo considerarse que se inicia en el año 1836 con Matías Cillanueva, que incluyéndole se compondría un listado de 40 presidentes. Destacan los mandatos de Ceferino Avecilla (1854-1867), Pedro Romero Rodríguez (1871-1884) y Federico Orduña Muñoz (1886-1899) como los más largos de la historia, sumando cada uno trece años en el cargo.

## Composición
Integran la diputación provincial, como órganos de gobierno de la misma, el presidente, los vicepresidentes, la Junta de Gobierno y el pleno.

### Mayo 2023

Distribución de la Diputación tras las elecciones municipales de 2023

| Actual distribución de la Diputación tras las elecciones municipales de 2023 | Actual distribución de la Diputación tras las elecciones municipales de 2023 | Actual distribución de la Diputación tras las elecciones municipales de 2023 | Actual distribución de la Diputación tras las elecciones municipales de 2023 |
| Partido político                                                             | Votos                                                                        | %                                                                            | Diputados                                                                    |
| ---------------------------------------------------------------------------- | ---------------------------------------------------------------------------- | ---------------------------------------------------------------------------- | ---------------------------------------------------------------------------- |
| Partido Popular de Castilla y León (PPCyL)                                   | 33.465                                                                       | 38,72%                                                                       | 15                                                                           |
| Partido Socialista de Castilla y León (PSOECyL)                              | 30.609                                                                       | 35,42%                                                                       | 8                                                                            |
| VOX (VOX)                                                                    | 7.367                                                                        | 8,52%                                                                        | 1                                                                            |
| Izquierda Unida de Castilla y León (IUCyL)                                   | 4.240                                                                        | 4,91%                                                                        | 1                                                                            |

### Distribución de escaños por partidos judiciales
| Partido judicial             |    |   |   |   | Diputados |
| ---------------------------- | -- | - | - | - | --------- |
| Cuéllar                      | 3  | 1 |   |   | 4         |
| Riaza                        | 1  |   |   |   | 1         |
| Santa María la Real de Nieva | 2  | 1 |   |   | 3         |
| Segovia                      | 8  | 5 | 1 | 1 | 15        |
| Sepúlveda                    | 1  | 1 |   |   | 2         |
| Total                        | 15 | 8 | 1 | 1 | 25        |

### Mayo 2019
| Actual distribución de la Diputación tras las elecciones municipales de 2019 | Actual distribución de la Diputación tras las elecciones municipales de 2019 | Actual distribución de la Diputación tras las elecciones municipales de 2019 | Actual distribución de la Diputación tras las elecciones municipales de 2019 |
| Partido político                                                             | Votos                                                                        | %                                                                            | Diputados                                                                    |
| ---------------------------------------------------------------------------- | ---------------------------------------------------------------------------- | ---------------------------------------------------------------------------- | ---------------------------------------------------------------------------- |
| Partido Popular de Castilla y León (PPCyL)                                   | 33.465                                                                       | 38,72%                                                                       | 13                                                                           |
| Partido Socialista de Castilla y León (PSOECyL)                              | 30.609                                                                       | 35,42%                                                                       | 10                                                                           |
| Ciudadanos-Partido de la Ciudadanía (Cs)                                     | 7.367                                                                        | 8,52%                                                                        | 2                                                                            |

### Distribución de escaños por partidos judiciales
| Partido judicial             |    |    |   | Diputados |
| ---------------------------- | -- | -- | - | --------- |
| Cuéllar                      | 2  | 2  |   | 4         |
| Riaza                        | 1  |    |   | 1         |
| Santa María la Real de Nieva | 2  | 1  |   | 3         |
| Segovia                      | 7  | 6  | 2 | 15        |
| Sepúlveda                    | 1  | 1  |   | 2         |
| Total                        | 13 | 10 | 2 | 25        |

## Presidentes de la Diputación
| Inicio Periodo      | Nombre                         |
| 1836                | Matías Cillanueva              |
| 1852                | Eugenio Reguera                |
| 1854                | Ceferino Avecilla              |
| 1858                | Félix Fanlo                    |
| 1867                | Marqués de Casa Pizarro        |
| 1868                | Gelo Remón                     |
| 1868                | Mariano Frutos Bartolomé       |
| 1871                | Pedro Romero Rodríguez         |
| 1884                | José María de Ochoa            |
| 1885                | Mariano Llovet Castelo         |
| 1886                | Federico Orduña Muñoz          |
| 1899                | Esteban Rey Roldán             |
| 1905                | Gil Asenjo                     |
| 1906                | Julio Páramo Arias             |
| 1911                | José Bermejo Mayoral           |
| 1918                | Julio de la Torre Bartolomé    |
| 1924                | Leopoldo Moreno Rodríguez      |
| 1925                | Segundo Gila                   |
| 1930                | Remón Contreras                |
| 1931                | Tomás Carro                    |
| 1934                | Felipe de la Torre Arocena     |
| 1935                | Demetrio Hoyos Martín          |
| 1936                | Antonio Sanz Gilsanz           |
| 1940                | Manuel Martínez de Pisón       |
| 1940                | José Riera Aisa                |
| 1944                | David Herrero Lozano           |
| 1947                | Andrés Reguera Antón           |
| 1949                | Luis Cereceda Delgado          |
| 1950                | Eugenio Colorado Laca          |
| 1954                | Julio Peñas Gallego            |
| 1962                | José Encinas Fernández         |
| 1966                | Miguel Ángel Zamarrón Ruiz     |
| 30 de junio de 1969 | Fernando Abril Martorell       |
| 2 de abril de 1970  | Modesto Fraile Poujade         |
| 1975                | Julio Nieves Borrero           |
| 1976                | Emilio Zamarriego Monedero     |
| 26 de abril de 1979 | Rafael de las Heras Mateo      |
| 1987                | Javier Reguera García          |
| 1991                | Atilano Soto Rábanos           |
| 2003                | Javier Santamaría Herranz      |
| 2011                | Francisco Vázquez Requero      |
| 2019                | Miguel Ángel de Vicente Martín |
| 2023                | Miguel Ángel de Vicente Martín |

## Organismos dependientes
Para la conservación y difusión del folclore y la etnografía segovianos, la Diputación Provincial de Segovia creó, el 31 de julio de 2012, el Instituto de la Cultura Tradicional Segoviana 'Manuel González Herrero'.